# Bob Stokoe
Robert Stokoe, conosciuto più semplicemente come Bob Stokoe (Mickley, 21 settembre 1930 – Hartlepool, 1º febbraio 2004) è stato un calciatore e allenatore di calcio inglese, di ruolo difensore.

## Carriera

### Giocatore
Dal 1946 al 1950 gioca nelle giovanili del Newcastle Utd, club con il quale nel 1950 esordisce nella prima divisione inglese e con cui milita per il successivo decennio, fino al 1960, vincendo anche tre diverse edizioni della FA Cup (nella stagione 1950-1951, nella stagione 1951-1952 e nella stagione 1954-1955); con i bianconeri totalizza complessivamente 261 partite e 4 reti nella prima divisione inglese.
Dal 1960 al 1964 gioca in terza divisione con il Bury, club con cui vince il campionato e di cui dal 1961 è anche allenatore (in seconda divisione), e con il quale totalizza 82 presenze fra seconda e terza divisione.

### Allenatore
Nel dicembre del 1961 diventa anche allenatore del Bury, club di seconda divisione nel quale era anche giocatore (ed in cui avrebbe giocato fino al 1964), ricoprendo l'incarico di allenatore per un'ulteriore stagione dopo il termine della sua carriera da calciatore; il suo risultato più notevole delle tre stagioni e mezza alla guida del club è il raggiungimento della semifinale di Coppa di Lega inglese nella stagione 1962-1963, mentre in campionato riesce sempre ad evitare la retrocessione in terza divisione. Trascorre invece le stagioni 1965-1966 e 1966-1967 al Charlton, con cui ottiene rispettivamente un sedicesimo ed un diciannovesimo posto in classifica in seconda divisione, lanciando in prima squadra il diciassettene Alan Campbell, che negli anni seguenti giocherà oltre 200 partite nel club. Dopo una stagione in Fourth Division al Rochdale, nel 1968 diventa allenatore del Carlisle Utd, nuovamente in seconda divisione; nel 1970 passa al Blackpool, club della prima divisione inglese, con cui vince la Coppa Anglo-Italiana 1971 senza però riuscire ad evitare una retrocessione in seconda divisione. Viene comunque riconfermato anche per la stagione 1971-1972, nella quale oltre a perdere nella finale contro la Roma la Coppa Anglo-Italiana 1972 guida la squadra ad un sesto posto in classifica nel campionato di Second Division.
Il 29 novembre 1972 Stokoe viene ingaggiato dal Sunderland, club di seconda divisione che si trovava nei bassifondi della classifica; dopo una sconfitta per 1-0 contro il Burnley nella sua partita di esordio, riesce tuttavia a realizzare una striscia di 32 partite con sole 5 sconfitte, grazie alla quale il club termina il campionato in sesta posizione; il risultato più notevole della stagione è però la vittoria della FA Cup 1972-1973, in seguito alla finale del 5 maggio 1973, nella quale il Sunderland sconfigge per 1-0 il Leeds Utd di Don Revie, club di prima divisione che schierava diversi giocatori della nazionale inglese e che nei cinque anni precedenti si era sempre piazzato nei primi tre posti in classifica nel campionato inglese.
Grazie all'exploit in FA Cup, competizione che peraltro il Sunderland non vinceva dal 1937, il club partecipa alla Coppa delle Coppe 1973-1974, nella quale viene eliminato con un complessivo 3-2 dai portoghesi dello Sporting Lisbona negli ottavi di finale, dopo aver eliminato con un complessivo 3-0 fra andata e ritorno gli ungheresi del Vasas nel turno precedente; in campionato la squadra si piazza nuovamente sesta, ma a soli due punti dalla promozione, medesimo distacco subito anche nel campionato 1974-1975, terminato invece con un quarto posto; nella stagione 1975-1976 vincendo il campionato il Sunderland conquista la promozione in massima serie. Stokoe si dimette dall'incarico dopo la nona giornata della First Division 1976-1977, dal momento che la squadra non aveva vinto ancora nessuna partita in quel campionato.
Torna ad allenare dopo un anno e mezzo di inattività, nel maggio del 1978, quando fa ritorno al Blackpool, in seconda divisione ma, al momento del suo ingaggio, già matematicamente retrocesso in terza divisione, per la prima volta nella propria storia. Nella stagione 1978-1979 Stokoe non riesce a portare la squadra oltre il dodicesimo posto in classifica in Third Division, e per questo motivo si dimette a fine stagione; trascorre la stagione successiva al Rochdale, in quarta divisione, mentre nell'estate del 1980 fa ritorno al Carlisle, in terza divisione: al termine della stagione 1981-1982, avendo terminato il campionato al secondo posto in classifica, ottiene una promozione in seconda divisione, campionato in cui nella stagione 1982-1983 la sua squadra si piazza al quattordicesimo posto in classifica, seguito da un settimo posto nel campionato 1983-1984; nella stagione 1984-1985 si dimette a campionato in corso, venendo tuttavia nuovamente ingaggiato pochi mesi più tardi, salvo dimettersi nuovamente prima della conclusione del campionato 1985-1986, al termine del quale il club sarebbe nuovamente retrocesso in terza divisione.
Il suo ultimo incarico da allenatore è nuovamente al Sunderland, dove viene ingaggiato per le ultime partite della stagione 1986-1987: la squadra, nei bassifondi della classifica del campionato di Second Division, non riesce tuttavia ad evitare la retrocessione, arrivando terzultima in classifica a due punti dal quartultimo posto che avrebbe valso il mantenimento della categoria.

## Palmarès

### Giocatore

#### Competizioni nazionali
- Coppa d'Inghilterra: 3

Newcastle: 1950-1951, 1951-1952, 1954-1955
- Third Division: 1

Bury: 1960-1961

### Allenatore

#### Competizioni nazionali
- Coppa d'Inghilterra: 1

Sunderland: FA Cup 1972-1973
- Campionato inglese di seconda divisione: 1

Sunderland: 1975-1976

#### Competizioni internazionali
- Coppa Anglo-Italiana: 1

Blackpool: 1971